# Karl Henize
Karl Gordon Henize (Cincinnati, 17 oktober 1926 – Mount Everest, 5 oktober 1993) was een Amerikaans ruimtevaarder en astronoom. Henize zijn eerste en enige ruimtevlucht was STS-51-F met de spaceshuttle Challenger en vond plaats op 29 juli 1985. Tijdens de missie werd er onderzoek gedaan met het Spacelab.
Henize werd in 1967 geselecteerd door NASA. In 1986 verliet hij NASA en ging hij als astronaut met pensioen. Hij overleed in 1993 tijdens het beklimmen van Mount Everest.